# Sharp MZ-700

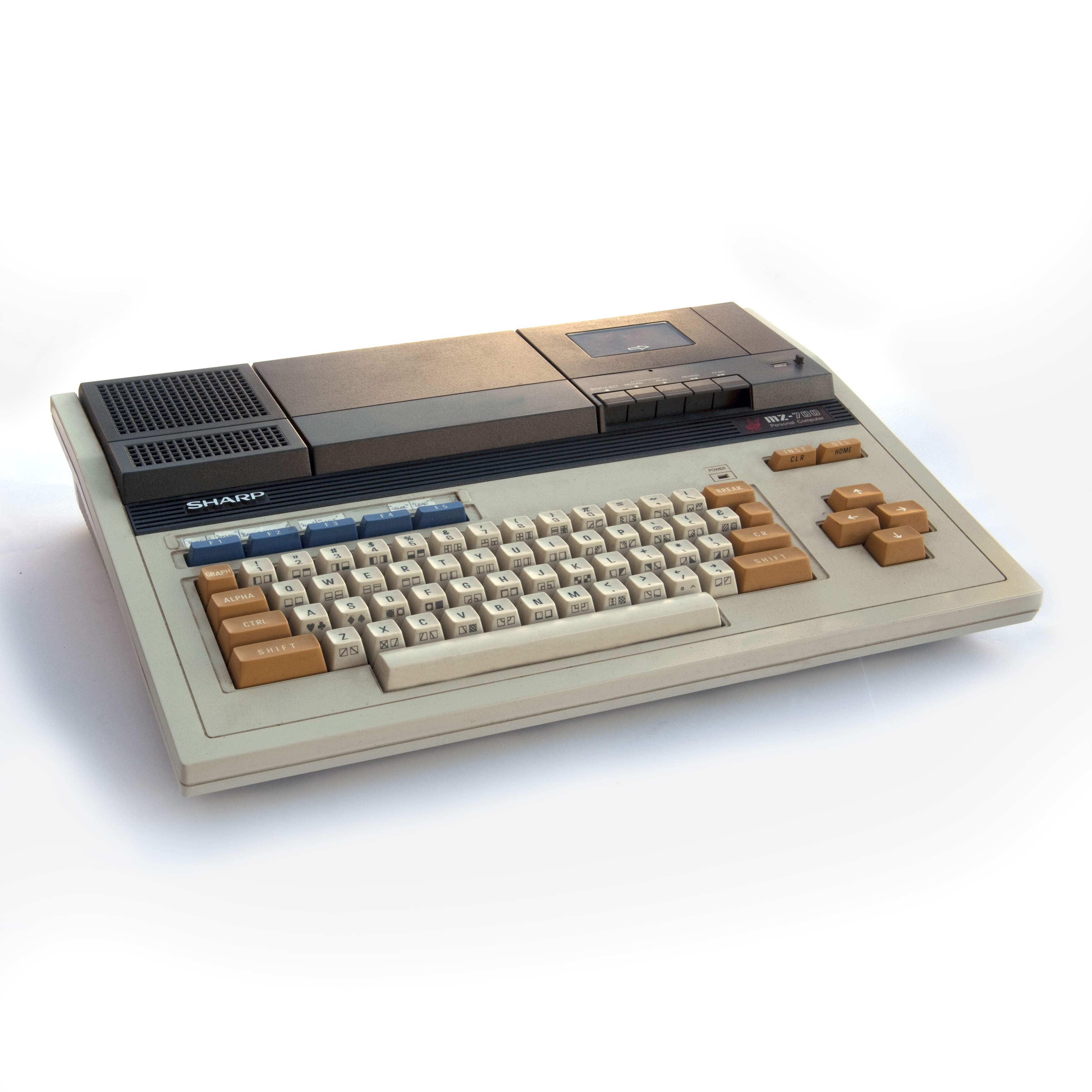
Sharp MZ-700 (MZ-721), met ingebouwd tapedeck, maar zonder plotter/printer.

De MZ-700 was een serie homecomputers uit de MZ serie uit het begin van de jaren 80 van het Japanse bedrijf Sharp. Het was de opvolger van de MZ80x-serie.

## Specificaties
De MZ-700 liep op een Z80A-processor met 3,5 MHz kloksnelheid en beschikte standaard over 64K intern geheugen. Opvallend was dat er geen besturingssysteem was 'ingebouwd' in het ROM, de MZ-700 kon worden geladen met een besturingssysteem naar keuze: het eigen besturingssysteem, dat van de Sharp MZ80K of CP/M. Ook beschikte de computer niet over een 'ingebakken' BASIC-interpreter. Dit had als voordeel dat er voldoende ruimte in het geheugen overbleef om een interpreter of compiler voor een andere programmeertaal te laden. Nadeel was dat de BASIC-interpreter niet onmiddellijk beschikbaar was voor de gebruiker, en eerst van tape geladen moest worden, wat meerdere minuten duurde.
De computer kon, net als de meeste homecomputers uit die tijd, worden aangesloten op een tv, maar beschikte ook over een aansluiting voor een computermonitor. Verder waren er aansluitpoorten voor printer, cassetterecorder en joystick.

## Uitvoeringen
Van de MZ-700 waren 3 uitvoeringen leverbaar:
- MZ-711: het basismodel
- MZ-721: als MZ-711, uitgebreid met een ingebouwde cassetterecorder
- MZ-731: als MZ-721, uitgebreid met een kleine 4-kleurenplotter

## Commodore
Alhoewel de MZ-700 een populaire homecomputer werd, kon deze populariteit niet tippen aan die van de Commodore 64. In 1984 werd de MZ-700 opgevolgd door de MZ-800-serie, die over meer geheugen kon beschikken en grafisch meer mogelijkheden bood.